# Слатина (Костур)
Слатина (грч. Χρυσή, Хриси) је насељено место у општини Нестрам у периферији Западна Македонија, Грчка. Према попису из 2021. године било је 96 становника.
Некада је Слатина била словенско насеље, али је у немирним временима напуштена, да би касније била насељена грчким сточарима из Епира.